# Далабаев, Жандарбек Ермекович
Жандарбек Ермекович Далабаев (каз. Жандарбек Ермекұлы Далабаев; род. 19 июня 1959) — аким Карасайского района Алматинской области. Член Партии «Нур Отан».

## Биография
Родился в 1959 году. Окончил Казахский Государственный университет имени С. М. Кирова (1982), Алматинский зооветеринарный институт (1990), Российская академия народного хозяйства и государственной службы при Президенте Российской Федерации (2021)

## Трудовой стаж
- Секретарь комитета комсомола совхоза им. 60-ти летия Октября Жамбылского района Алматинской области (1982—1986);
- Инструктор отдела агитации и пропаганды комитета партии Жамбылского района (1986—1988);
- Инструктор отдела идеологии партийного комитета Жамбылского района (1988—1989);
- Заведующий общим отделом партийного комитета Жамбылского района (1989—1991);
- Секретарь парткома сельскохозяйственного кооператива Жамбылского района «Салкын-Саз», заместитель директора (1991—1992);
- Старший зоотехник овцезавода «Кастек» (1992—1994);
- Заместитель директора совхоза «Прогресс» (1994—1997);
- Директор центра «маркетинга и менеджмента» (1997—1999);
- Советник учреждения партии «Отан» Жамбылского района (1999);
- Заведующий отдела внутренней политики аппарата акима Жамбылского района (1999—2002);
- Руководитель аппарата акима Жамбылского района, директор средней школы им. Ш. Уалиханова Жамбылского района (2002—2004);
- Начальник отдела культуры и спорта Жамбылского района, руководитель аппарата акима Жамбылского района (2004);
- Заместитель акима Жамбылского района (2004—2012);
- Аким Жамбылского района (2012—2013);
- Начальник управления образования Алматинской области (2013—2014)
- Руководитель аппарата акима Алматинской области (2014)
- Аким Жамбылского района Алматинской области (08.2014-05.2018);
- Аким Карасайского района Алматинской области (с 05.2018-2022)
- Советник Представителя Совета Директоров АО «Банк ЦентрКредит» (с 10.2022)

## Владение языками
Казахский и русский языки